# Stootslag

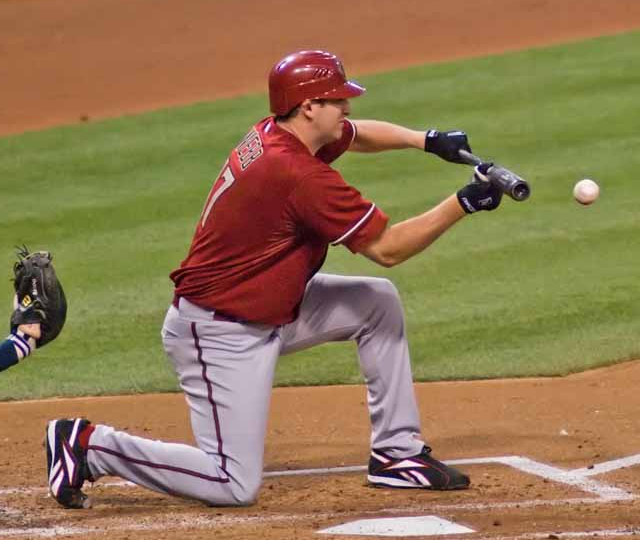
Stootslag

Een stootslag is een slagtechniek in het honkbal en het softbal, waarbij de bal in het spel wordt gebracht door de bal bewust zachtjes te stoten, in plaats van de bal in het spel te brengen met de gebruikelijke (hardere) slag. Bij het uitvoeren van een stootslag houdt de slagman de knuppel horizontaal voor zich, boven de thuisplaat. Het doel van een stootslag is het naar voren forceren van de veldspelers, zodat ten eerste het maken van een uit wordt bemoeilijkt, en ten tweede daarbij de honken niet meer door een veldspeler bezet worden.

## Typen stootslagen

### Opofferingsstootslag
Een opofferingsstootslag ('sacrifice bunt') is een stootslag waarbij de slagman zichzelf 'opoffert', met als doel om de honkloper(s) een honk verder te krijgen. Wanneer er bijvoorbeeld een honkloper op het eerste honk staat, dan kan een goed uitgevoerde stootslag ervoor zorgen dat de honkloper veilig door kan naar het tweede honk. Een goed uitgevoerde stootslag zorgt ervoor dat de eerste honkman of derde honkman relatief laat bij de bal komt, waardoor deze veldspeler niet de tijd heeft om de honkloper (in het hierboven genoemde voorbeeld, met alleen een honkloper op het eerste honk) op het tweede honk uit te gooien. Wel lukt het vaak om de slagman uit te gooien op het eerste honk - vandaar dat deze zichzelf 'opoffert'.

### Een stootslag als honkslag
Soms zal een slagman met een stootslag proberen om veilig op het eerste honk te komen. Dit kan bijvoorbeeld wanneer de slagman ziet dat de eerste honkman en de derde honkman verder naar achteren staan in het veld. Een stootslag zou ze dan verrassen, en de grotere afstand naar de bal geeft de slagman meer tijd om veilig het eerste honk te bereiken.

## Speciale regels rondom stootslagen
Een stootslag die resulteert in een foutbal wordt, net als bij 'normale' foutballen en wanneer deze niet wordt gevangen, geteld als een slag. Daarbij bestaat er één belangrijk verschil tussen foutballen uit stootslagen, en foutballen uit 'normaal' geslagen ballen. Wanneer een slagman al twee slag heeft, dan telt een stootslag die leidt tot een foutbal als een derde slag, waardoor de slagman uit is. Normale foutballen (resulterend uit een normale slag, en dus niet uit een stootslag) die niet worden gevangen tellen niet als een derde slag wanneer een slagman twee slag heeft. Hierdoor kan het tactisch onverstandig zijn om bij twee slag voor een stootslag te gaan.